# Bill Warren
William Bond „Bill“ Warren (* 26. April 1943 in North Bend, Oregon; † 7. Oktober 2016 in Los Angeles, Kalifornien) war ein US-amerikanischer Filmhistoriker und Filmkritiker, der auf die Genres Science-Fiction-Film, Horrorfilm und Fantasyfilm spezialisiert war. Außerdem wirkte er in mehreren Spielfilmen als Komparse mit.

## Leben
Warren wuchs in Gardiner am Umpqua River auf. Sein Interesse für Science-Fiction wurde durch 1951 Robert Wises Film Der Tag, an dem die Erde stillstand geweckt. Gefördert wurde das Interesse weiterhin durch die Zeitschrift Famous Monsters of Filmland, die von Forrest J. Ackerman herausgegeben wurde. Nach dem Abschluss der Highschool studierte Warren in Eugene an der University of Oregon. Die Art seines Abschlusses ist offenbar unbekannt.
1966 zog er mit seiner Ehefrau Beverly Warren nach Los Angeles. Hier wurde er aktives Mitglied in der Los Angeles Science Fantasy Society; durch den dort tätigen Ackerman bekam er Kontakt zu diversen Science-Fiction-Filmemachern. Warren richtete Conventions aus und schrieb eine Kurzgeschichte für das Magazin Worlds of Fantasy sowie Texte für Comic-Serien wie Eerie oder Vampirella.
Nach einer Mitarbeit an Walt Lees „Reference Guide to Fantastic Film“ (1972) publizierte Warren 1982 ein Standardwerk zur Science-Fiction-Film-Literatur, „Keep Watching the Skies! American Science Fiction Movies of the Fifties“. Das Werk wurde mehrfach erweitert und neu aufgelegt, zuletzt in der zweibändigen Paperbackedition von 2010. Die Titelphrase „Keep Watching the Skies!“ stammt aus der letzten Einstellung des SF-Films Das Ding aus einer anderen Welt von 1951. „Keep Watching the Skies!“ war auch eine wichtige Quelle für das von Ronald M. Hahn und Volker Jansen edierte „Lexikon des Science Fiction Films. 720 Filme von 1902 bis 1983“ (München 1983), das selbst mehrfach erweitert und neu aufgelegt wurde.
Warren arbeitete als Filmkritiker für eine kalifornische Zeitung und gründete 1989 den „ShowBiz Roundtable“ für den Onlinedienst „GEnie“. In den 1980er/90er Jahren wirkte er als Kleindarsteller in mehreren Filmproduktionen mit wie der Horrorfilmparodie My Lovely Monster (D 1991, Regie: Michel Bergmann). Später lieferte er Beiträge zu DVD- und Blu-ray-Editionen von SF-Filmen. Warren verstarb nach langer schwerer Krankheit mit 73 Jahren am 7. Oktober 2016 in Los Angeles.

## Sachliteratur als Autor
- Keep Watching the Skies! Vol. I, McFarland & Company 1982, ISBN 0-89950-032-3
- Keep Watching the Skies! Vol. II, McFarland & Company 1986, ISBN 0-89950-170-2
- Keep Watching the Skies! American Science Fiction Movies of the Fifties: The 21st Century Edition, McFarland & Company 2010, ISBN 978-0-7864-4230-0